# Монахиня и сержант
«Монахиня и сержант» — американский фильм 1962 года режиссёра Франклина Адреона с Анной Стэн в главной роли — последняя её кинороль.

## Сюжет
Война в Корее. Сержант Макграт из Корпуса морской пехоты США, разочарованный, что гибнут хорошие молодые парни, решает для выполнения следующего рискового задания в тылу врага набрать группу из «расходных» людей с гауптвахты, закоренелых преступников.
Он отбирает 12 человек и они отправляются в тыл врага. Единственный друг Макграта в этом рейде — его корейский проводник Пак, а набранные с гауптвахты пехотинцы ненавидят своего сержанта, и планируют вернуться без него, ведь он вполне может «случайно» стать «жертвой войны».
Но в тылу врага разношерстная банда неудачников и недовольных натыкается на группу корейскийх католических школьниц и сопровождающую их монахиню (Анна Стэн ), автобус которых попал под авианалёт. Морские пехотинцы берут их с собой.
Рядовой Докман (Лео Гордон) вызывает разногласия в рядах, а позже пытается изнасиловать одну из девушек. Сержант МАкграт встаёт на защиту девушек. «Крысы» с гауптвахты, однако, принимают сторону сержанта, меняя к нему отношение, а не своего «друга»… и совсем неожиданно «на мушку» его берёт взявшая в руки винтовку монахиня. Отряд продолжает путь без Докмана.

## В ролях
- Анна Стэн — монахиня
- Роберт Уэббер — сержант Макгрэт
- Лео Гордон — докер
- Хари Родс — Холл
- Роберт Истон — Наперт
- Дэйл Исимото — Пак

## О фильме
В отзывах на IMDB фильм характеризуется негативно: нелепый сценарий, режиссура на уровне телепостановки, надуманные диалоги, однако, при общей нулевой игре актёров основной «звёздный» состав фильма (Роберт Уэббер, Анна Стэн и Лео Гордон) делает свою работу на профессиональном уровне. При этом отмечается нетолерантность ряда эпизодов фильма и негероическое изображение участия американских войск в войне.
Исполнители главных ролей и режиссёр фильма — бывшие морские пехотинцы, причём если режиссёр и исполнитель главной роли Роберт Уэббер служили во время Второй мировой войны (первый в Исландии, а второй на Окинаве), то исполнитель роли главного отрицательного героя актёр Хари Родс практически играет камео — он два года служил в Корее, в звании сержанта командовал разведвзводом.